# Musée national du Palais
 (février 2018).
Si vous disposez d'ouvrages ou d'articles de référence ou si vous connaissez des sites web de qualité traitant du thème abordé ici, merci de compléter l'article en donnant les références utiles à sa vérifiabilité et en les liant à la section « Notes et références ».
Le musée national du Palais (chinois : 國立故宮博物院 ; hanyu pinyin : Gúolì Gùgōng Bówùyùan), est un musée de Taipei, république de Chine (Taïwan), qui a recueilli les collections du palais impérial de la Cité interdite de Pékin.
Le musée national du Palais abrite quelque 700 000 pièces d'art chinois, dont la plus grande collection d'objets artisanaux chinois du monde. Les collections comprennent des calligraphies, des peintures chinoises, des ouvrages anciens, des archives de la dynastie Qing, des bronzes, des jades, des céramiques et divers objets de collection. Il est considéré par la dimension de ses collections comme l'une des plus grandes institutions muséales du monde spécialisées dans l'art asiatique.
Le musée national du Palais est distinct du musée du Palais qui se trouve dans la Cité interdite à Pékin. Ces deux établissements ont pourtant une origine commune car ils se partagent un même fonds de collections séparées par les aléas de la guerre civile chinoise.

## Histoire
Le musée a pour origine une collection d'antiquités rassemblées en 1914 dans le Centre d'exposition des objets anciens (sud de la Cité interdite à Pékin). Après la fondation du musée national du Palais en 1924, la Chine a connu une période de grand trouble, ce qui a contraint le déplacement des œuvres d'art. Les collections impériales ont effectué un périple fantastique de plus de trente-deux ans et de plus de dix mille kilomètres entre leur départ décidé en 1933 face à l'invasion japonaise et leur entreposage à Taipei décidé pour échapper à l'insurrection communiste.

### De 1924 à la capitulation du Japon
Après l'expulsion de l'empereur Puyi de la Cité interdite par les autorités républicaines, le Palais impérial fut placé en novembre 1924 sous la juridiction du ministère de l'Intérieur qui le transforma en musée national. Un comité spécial fut créé pour recenser et classer les œuvres conservées. La collection du palais fut alors complétée par des objets d'art récupérés dans les résidences impériales en Mandchourie : le pavillon de chasse des Qing, le palais de Mukden (Shenyang) et la résidence d'été à Rehe (Chengde).
Le 10 octobre 1925, le musée national du Palais vit officiellement le jour en étant ouvert au public. À la suite de l'invasion de la Mandchourie par le Japon et de l'instabilité politique qui s'étend dans le Nord de la Chine, le gouvernement de la république de Chine décide du transfert des collections vers le Sud. Toutes les pièces furent donc emballées dans environ vingt mille caisses scellées, apprêtées pour le départ. L'incident de Moukden (Shenyang), le 18 septembre 1931, précipita les choses. Les troupes japonaises envahirent la Mandchourie menaçant directement la ville de Pékin.
Le 4 février 1933, les caisses furent embarquées sur deux trains à destination de Pukou, ville située sur la rive gauche du Yangzi Jiang en face de Nankin. Arrivés à Pukou, ne pouvant traverser le fleuve, les trésors durent rester à bord du train. Un mois plus tard, les caisses sont réparties en cinq lots et évacuées par bateau pour Shanghai. Parvenues en avril 1933 à Shanghai, elles furent entassées dans un entrepôt désaffecté.
En décembre 1936, elles furent acheminées par train à Nankin et l'ensemble aboutit dans une réserve dans le Palais Chaotian. En 1937, à la suite de la prise de Pékin par les Japonais, les collections sont séparées et évacuées vers le Guizhou et le Sichuan, dans l'ouest de la Chine. Cette fois, elles furent réparties en trois lots, chacun ayant une destination propre.
Le premier lot, comprenant plusieurs milliers de caisses, dont quatre-vingts des plus précieux objets d'art revenus d'une exposition à Londres, partit en août 1937 par bateau pour Hankou (dans le Hubei), puis par train pour Changsha (dans le Hunan), afin d'être déposé momentanément à la bibliothèque de l'université du Hunan. La gare de Changsha ayant été bombardée, le convoi fut déchargé et acheminé en camion vers Guilin (Guangxi), puis vers le Nord pour Guiyang, dans le Guizhou. Les objets furent déposés au début de 1938 dans des grottes près d'Anshun, à 70 kilomètres de Guiyang.
Entre-temps, les deux autres lots furent évacués par voie fluviale.
L'un, comprenant près de neuf mille quatre-cents caisses, partit pour Hankou où l'ordre de l'acheminer jusqu'à Chongqing fut donné. Arrivé à Yichang (Hubei), dernier port en amont pour les navires, le chargement fut normalement transbordé sur des embarcations remontant le Yangzi Jiang jusqu'à Chongqing, puis Yibin où il fut débarqué pour parvenir par route en septembre 1939 à Leshan (Sichuan).
Le dernier lot, quitta Nankin en décembre 1937 quelques jours avant la prise de Nankin par les Japonais. Le convoi d'environ sept mille caisses de la collection fut réexpédié vers Pukou, sur l'autre rive. De là, il partit par train pour Baoji, dans le Shaanxi. À Baoji, ne pouvant entreposer convenablement cette partie de la collection, celle-ci doit être acheminée à Hanzhong (Shaanxi). Aucune voie ferrée ne reliant les deux villes, elle fut donc transportée par la route. Des véhicules de toutes sortes furent réquisitionnés et plus de trois cents voyages furent nécessaires sur une route de montagne dangereuse. Au début 1938, arrivés aux portes de Hanzhong bombardé par les forces japonaises, les convoyeurs reçurent l'ordre du gouvernement, de poursuivre leur route jusqu'à Chengdu située à une distance de près de six cents kilomètres en passant par Guangyuan. Les dernières caisses du troisième lot arrivèrent en novembre 1938 à Chengdu. L'ensemble fut ensuite acheminé à Emei, à quelque cent cinquante kilomètres au sud-est non loin de Leshan où était déposé le premier lot. Le voyage de Pukou à Emei dura dix-neuf mois, de décembre 1937 à juillet 1939.
À partir de cette date, toute la collection du musée du palais de Pékin fut gardée à l'abri à Anshun, Emei et Leshan, dans le Sichuan, jusqu'en mars 1947. La collection fut alors réunie à Chongqing pour être expédiée par voie fluviale à Nankin en descendant le Yangzi Jiang. Neuf mois plus tard elle avait intégré le musée du Palais à Nankin.

### De 1948 à nos jours

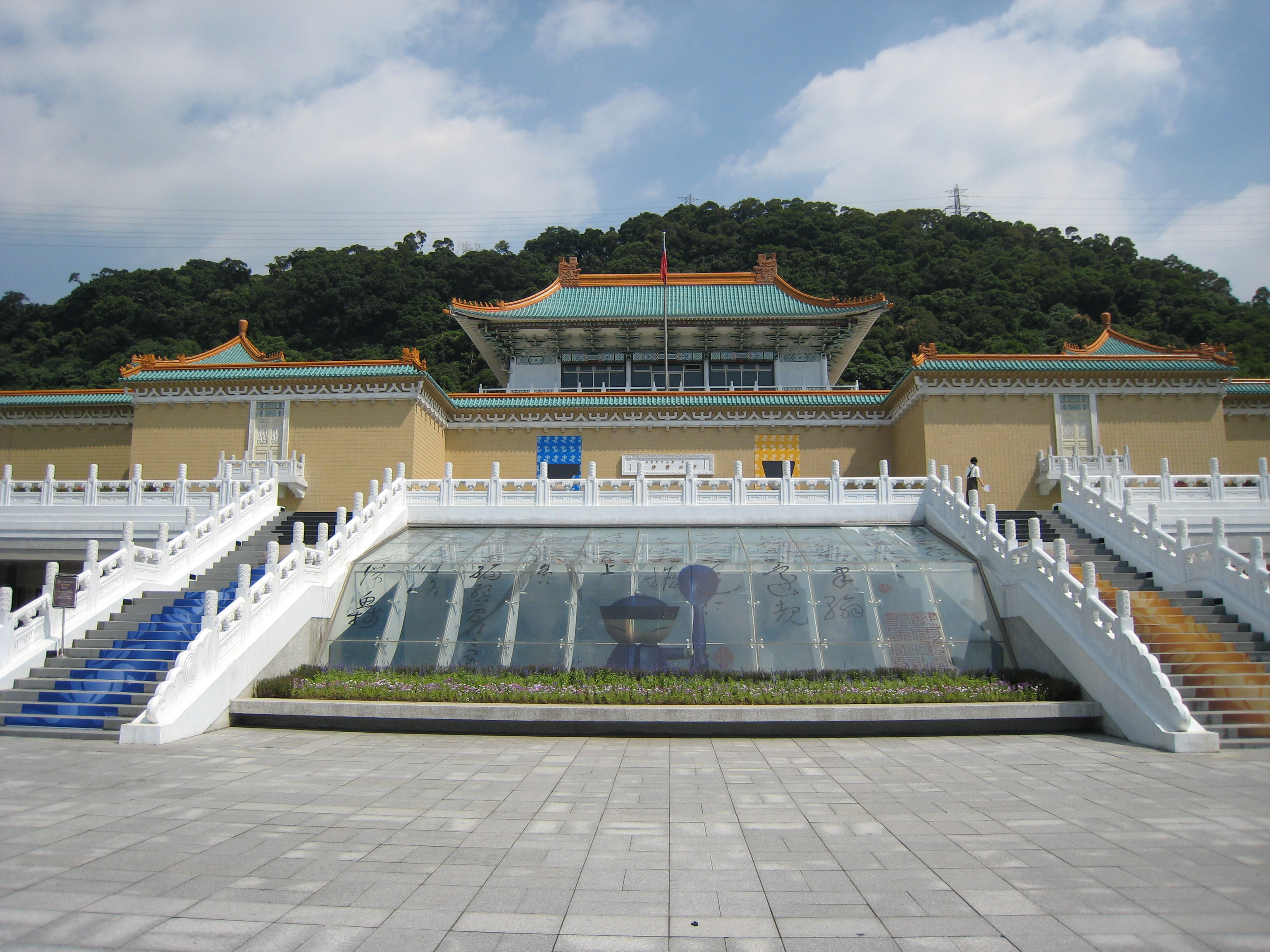
Le musée national du Palais à Taipei en 2007.

Face à l'insurrection communiste, la décision de transférer les plus belles pièces à Taïwan est prise en novembre 1948. Trois navires furent affrétés pour la traversée du détroit. À la collection impériale, on avait adjoint les œuvres d'art du musée national de Nankin, les archives de la Bibliothèque nationale et de l'Academia Sinica, soit plus de cinq mille caisses supplémentaires. Le dernier navire quitta Nankin en janvier 1949. Les collections furent débarquées le mois suivant au port de Chilung (Taïwan) et aussitôt acheminées par route à Peikou puis dans des grottes aménagées à Wufeng, près de Taichung, où elles restèrent quelques années. En novembre 1965, les collections seront installées dans le bâtiment Sun Yat-sen à Waishuanghsi, un quartier de Shihlin, faubourg nord de Taipei.
Le départ des pièces pour Taïwan a toujours fait l'objet de controverse avec la Chine continentale. Celle-ci perçoit ce déplacement comme un vol. Le gouvernement taïwanais argumente sur le fait que ces objets auraient été détruits durant la Révolution culturelle dans les années 1960 s'ils n'avaient pas été déplacés.
Avec la victoire du Parti communiste chinois, les collections du musée national du palais ont été séparées en deux. Une partie se retrouvant au musée du Palais dans la Cité interdite à Pékin.
Le musée national du Palais soulève également la controverse pour de nombreux supporters de la souveraineté de Taïwan qui voit en lui un symbole indésirable du centralisme chinois.
Durant les années 1960 et 1970, le musée national du Palais a été utilisé par le Guomindang pour y exacerber un certain nationalisme en affirmant que la république de Chine (Taïwan) était le seul gouvernement légitime de l'ensemble de la Chine, étant le seul qui ait préservé la culture traditionnelle chinoise des changements sociaux et de la révolution culturelle vécus en Chine continentale. Depuis quelques années, le musée favorise la présentation de la culture des minorités et de la culture locale. Il présente également des pièces prêtées par la république populaire de Chine
Depuis avril 2004, des travaux sont entrepris dans le bâtiment principal. Ces travaux ont pour but d'élargir les espaces consacrés aux expositions et aux activités éducatives, agrandir le hall, offrir un itinéraire plus clair. La présentation des collections sera repensée. Les travaux devraient s'achever fin 2006.

## Collections principales du musée
Le musée abrite des pièces datant de l'âge de la pierre jusqu'à la période républicaine. La majorité de ces pièces provient de la cour mandchoue (dynastie Qing) et datent des quatre dernières dynasties (Song, Yuan, Ming, Qing).

### Bronzes
L'âge du bronze chinois prend ses racines dans la culture Erlitou autour de 2000 av. J.-C., et atteignit son apogée durant les dynasties Shang (XVIe-XIIe siècle av. J.-C.) et dynastie Zhou occidentaux (XIIe-VIIIe siècle av. J.-C.).
La collection montrée au musée comprend différents récipients cérémonials servant au culte des ancêtres ou pour les cérémonies du pouvoir féodal, ainsi que des masques d'animaux.

### Calligraphie et peintures
Les œuvres du musée proviennent de la collection impériale mandchoue. Presque tous les grands maîtres de la calligraphie chinoise y sont représentés.

Quelques pièces
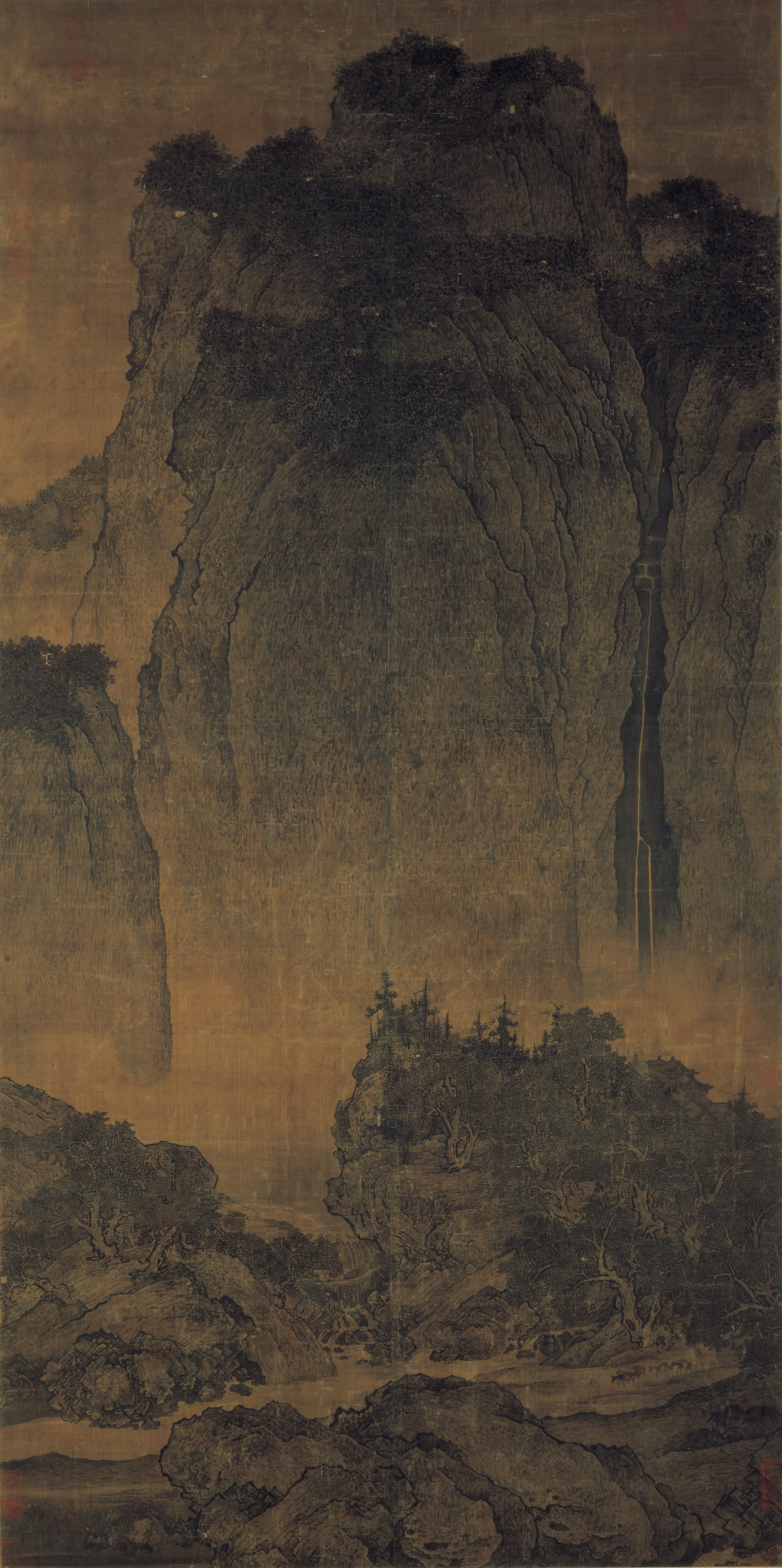
Voyageurs au milieu des Montagnes et des Ruisseaux (谿山行旅. Fan Kuan (Fan K'uan) (990–1020), Dynastie Song. Encre et légère couleur sur soie. 155,3 × 74,4 cm.
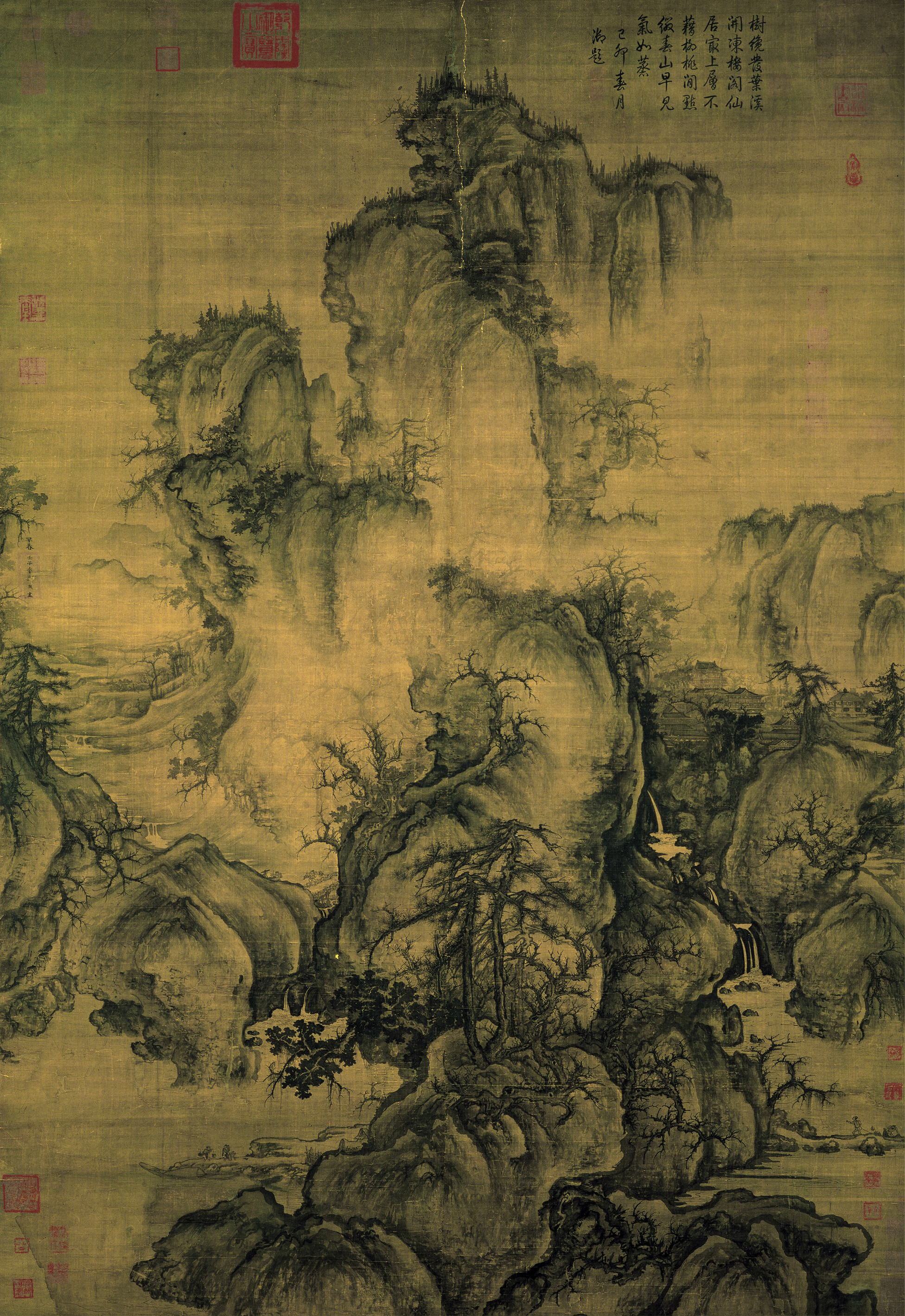
Paysage à l'entrée du printemps, 1072. Guo Xi (Kuo Hsi) (1020–1090), Dynastie Song. Rouleau vertical, encre sur soie. 158,3 x 108,1 cm.
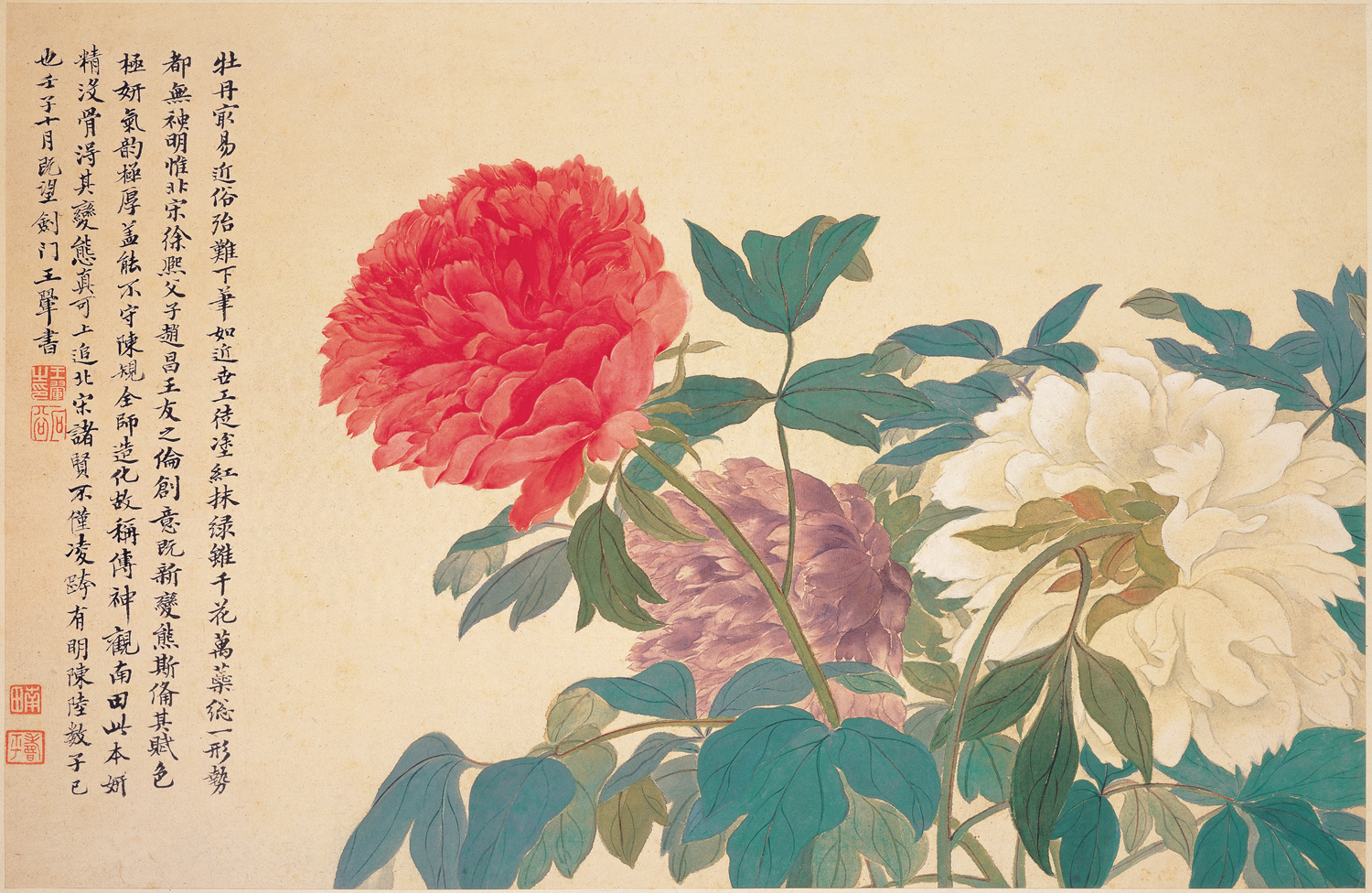
Pivoines. Yun Shouping 1672, Dynastie Qing. Encre et couleurs légères sur papier. Feuille d'un album réalisé avec Wang Hui. 40 × 58 cm.
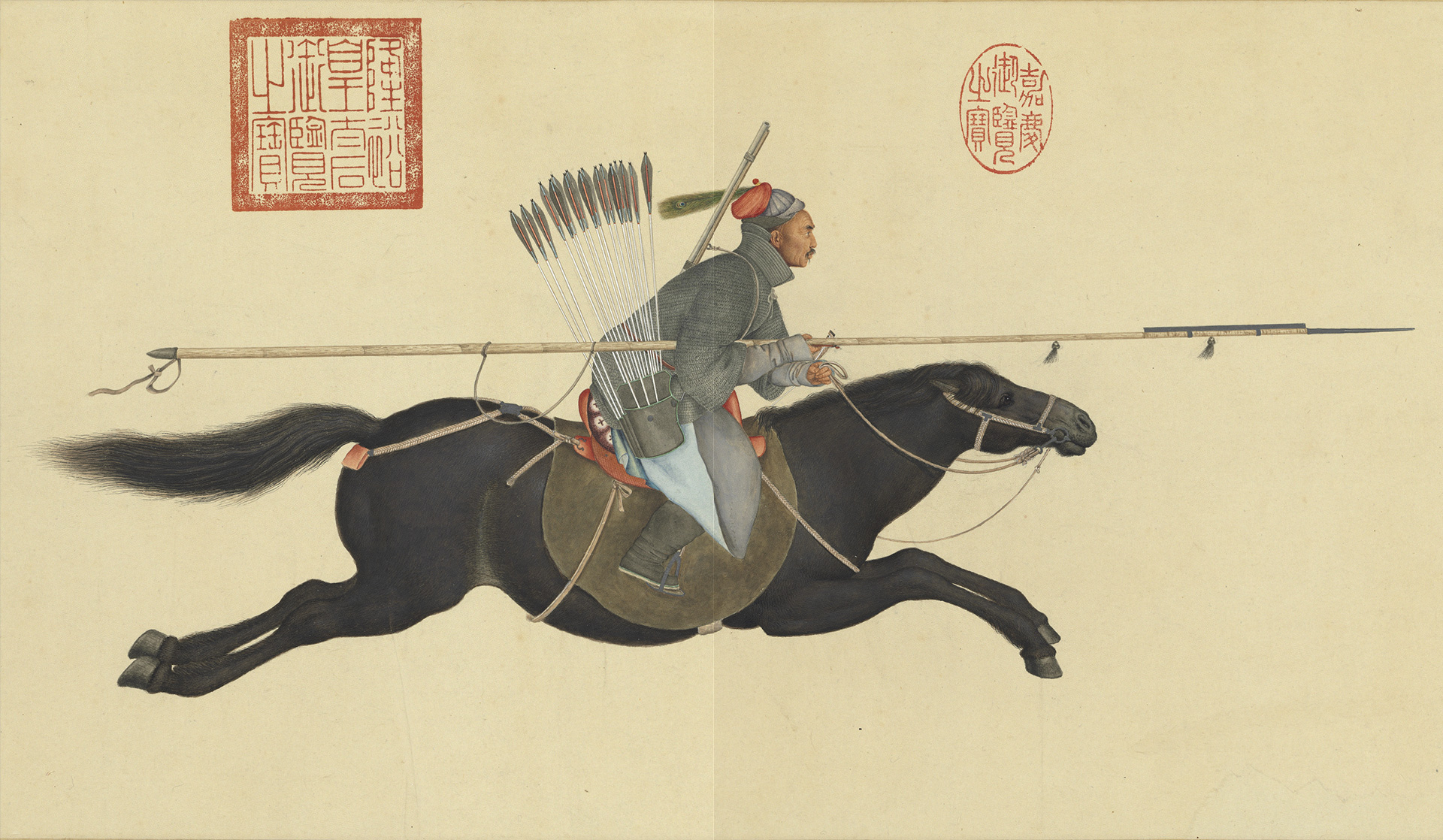
Ayusi brandissant sa lance anéantit les rebelles. Giuseppe Castiglione (Lang Shiming) 1755, Dynastie Qing. Rouleau horizontal, encre et couleurs sur papier. 27,1 x 104,4 cm.

### Céramiques
La collection du musée est particulièrement riche. Elle comprend de nombreuses pièces de la dynastie Song caractérisées par une élégance artistique toute en retenue, et des dynasties Ming et Qing caractérisées par une vitalité et une créativité de leurs motifs.

### Livres anciens et documents
Le musée possède une grande variété d'ouvrages rares, des imprimés et des manuscrits, datant de la dynastie Song à la période républicaine. La collection comprend des manuscrits tibétains illustrés de thangkas à l'or fin, des livres mandchous, mongols, coréens et japonais. La collection comprend également 400 000 pièces correspondant aux archives de la dynastie Qing.

### Jades

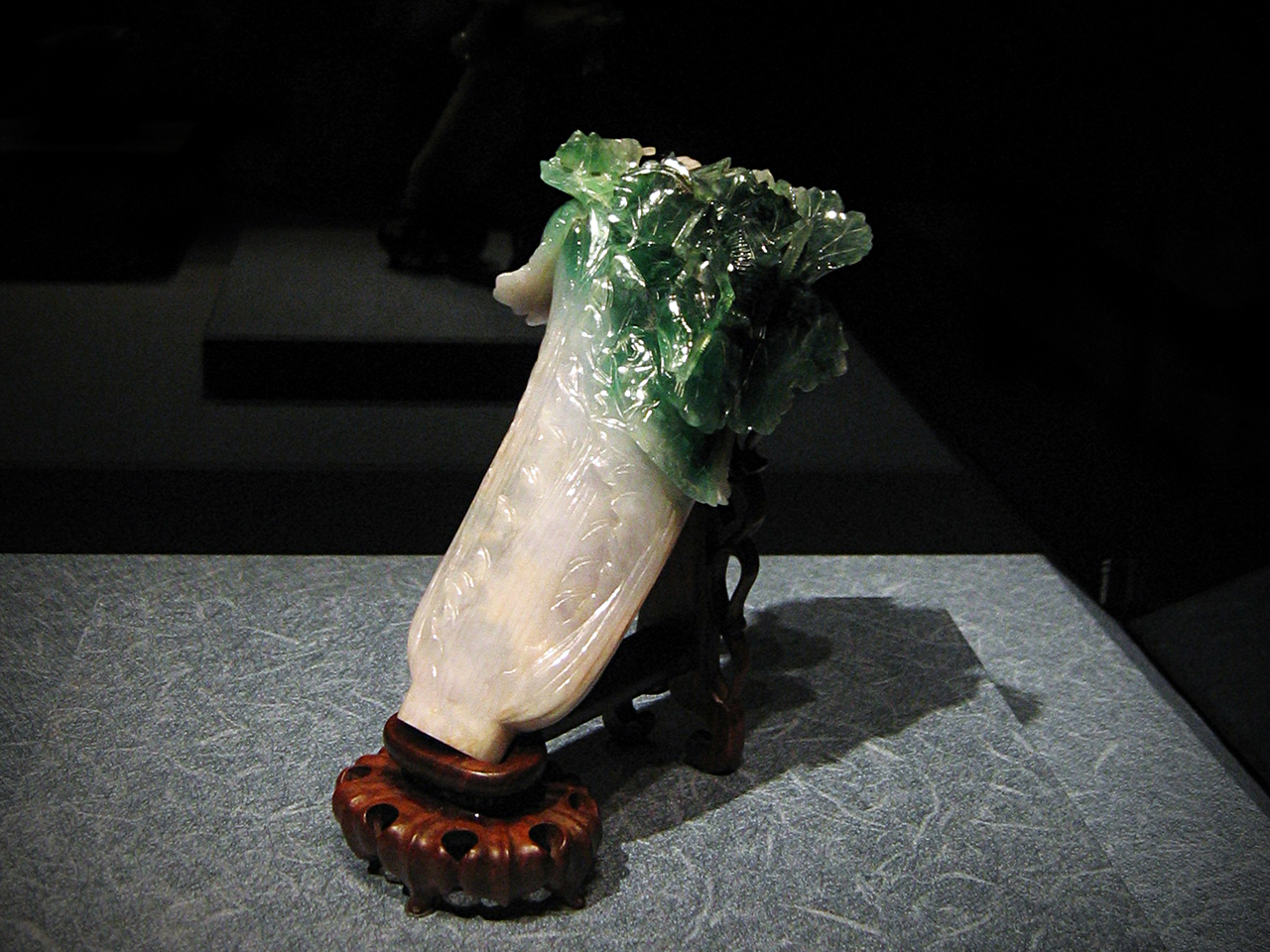
Chou en jade, auteur inconnu, fin du XIXe siècle.
Sculpture en jade. 18,7 x 9,1 cm.

Le musée possède de nombreux objets en jade et jadéite, dont le fameux « chou » datant de la dynastie Qing.

### Objets bouddhiques
Le musée possède de nombreux objets bouddhiques : sutras, sculptures, ou objets cérémonials. Les plus remarquables sont sans doute les objets de style tibétain provenant du palais impérial mandchou.

### Objets précieux et curiosités
Le musée possède de nombreux objets datant de l'époque mandchoue, tels des laques, des sculptures, des pendules, des porcelaines, réalisés par des ateliers pour l'usage exclusif de la maison impériale. Le musée présente également les boîtes à trésor pour le rangement de ces bibelots précieux. La collection comprend également des pièces produites à l'extérieur du palais attestant du très haut niveau atteint par l'artisanat chinois, comme le Bateau sculpté à partir d'un noyau d'olive.